# Sint-Andreaskerk (Attenrode)

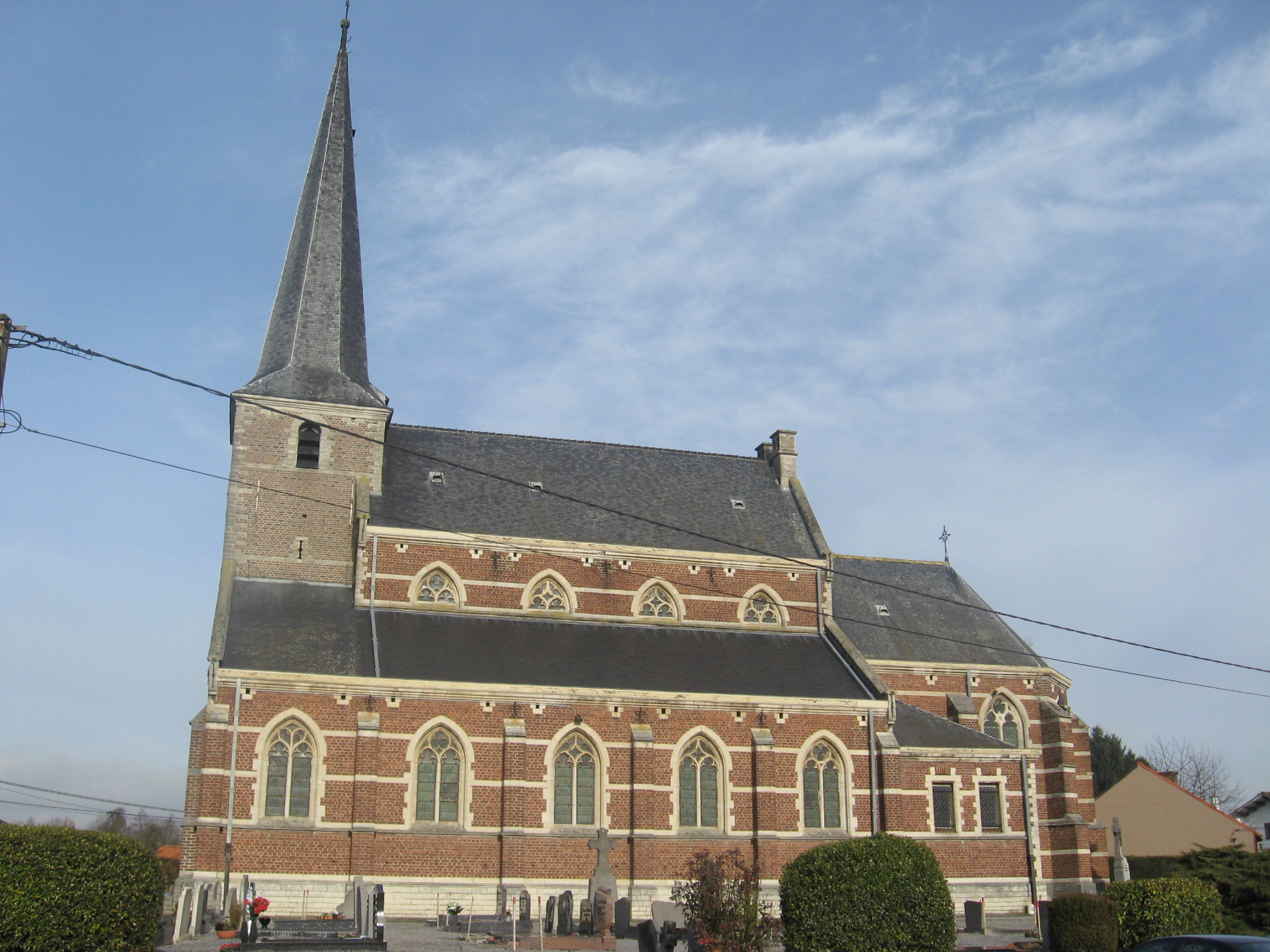
Sint-Andreaskerk

De Sint-Andreaskerk is de parochiekerk van de tot de Vlaams-Brabantse gemeente Glabbeek behorende plaats Attenrode, gelegen aan de Doelaagstraat 5.
Het betreft een neogotisch bouwwerk, opgericht in 1911 naar ontwerp van A.Verheyden. De ingebouwde westtoren was oorspronkelijk van 1659, maar werd in de 18e eeuw herbouwd in classicistische stijl. De kerk heeft een driezijdig afgesloten koor.

## Interieur
De kerk bezit biechtstoelen in barokstijl van omstreeks 1700 en een 18e-eeuws doopvont.
In de kerk vindt men laatgotische beelden uit de vroege 16e eeuw, waaronder een calvarie. Het orgel is van 1857 en werd vervaardigd door Pieter-Adam Van Dinter.